# Copa FA de Hong Kong 2021-22
La Copa FA de Hong Kong 2021-22 fue una edición cancelada de la competición, debido al Covid-19.

## Cancelación por Covid-19
El 5 de enero de 2022, el gobierno de Hong Kong anunció un endurecimiento de las medidas de distanciamiento social entre el 7 y el 20 de enero para controlar el brote de ómicron. Se cerraron las instalaciones recreativas públicas, como campos de fútbol, y se prohibió al público reunirse en grupos de más de dos, lo que hizo imposible que continuara la temporada. La Asociación de Fútbol de Hong Kong anunció el mismo día que también pospondría cualquier partido programado en el período de dos semanas sucesivas.
Después de que las medidas se ampliaran varias veces en las semanas sucesivas, el gobierno anunció el 22 de febrero que las extendería hasta el 20 de abril, haciendo casi imposible completar la temporada antes de que finalicen los contratos de la mayoría de los jugadores el 31 de mayo. La HKFA celebró una reunión de emergencia con los clubes el 25 de febrero, tras la cual se determinó que se cancelaría el resto de la temporada.

## Resultados

### Cuadro de desarrollo
|  | Cuartos de final                  | Cuartos de final                  | Cuartos de final                  |               |                   | Semifinales                       | Semifinales                       | Semifinales                       |  |  | Final        | Final        | Final        |  |
|  | 27 de noviembre y 28 de noviembre | 27 de noviembre y 28 de noviembre | 27 de noviembre y 28 de noviembre |               |                   | 25 de diciembre y 26 de diciembre | 25 de diciembre y 26 de diciembre | 25 de diciembre y 26 de diciembre |  |  | 1 de febrero | 1 de febrero | 1 de febrero |  |
|  |                                   |                                   |                                   |               |                   |                                   |                                   |                                   |  |  |              |              |              |  |
|  |                                   |                                   |                                   |               |                   |                                   |                                   |                                   |  |  |              |              |              |  |
|  | Tai Chung F. C.                   | Tai Chung F. C.                   | 0                                 |               |                   |                                   |                                   |                                   |  |  |              |              |              |  |
|  | Tai Chung F. C.                   | Tai Chung F. C.                   | 0                                 |               |                   |                                   |                                   |                                   |  |  |              |              |              |  |
|  | Lee Man FC                        | Lee Man FC                        | 1                                 |               |                   |                                   |                                   |                                   |  |  |              |              |              |  |
|  | Lee Man FC                        | Lee Man FC                        | 1                                 |               | Lee Man FC        | Lee Man FC                        | 0                                 |                                   |  |  |              |              |              |  |
|  |                                   |                                   |                                   |               | Lee Man FC        | Lee Man FC                        | 0                                 |                                   |  |  |              |              |              |  |
|  |                                   |                                   | Eastern S. C.                     | Eastern S. C. | 1                 |                                   |                                   |                                   |  |  |              |              |              |  |
|  | Eastern S. C.                     | Eastern S. C.                     | Eastern S. C.                     | Eastern S. C. | 1                 | 4                                 |                                   |                                   |  |  |              |              |              |  |
|  | Eastern S. C.                     | Eastern S. C.                     |                                   |               |                   |                                   |                                   |                                   |  |  |              |              |              |  |
|  | HK U23                            | HK U23                            | 0                                 |               |                   |                                   |                                   |                                   |  |  |              |              |              |  |
|  | HK U23                            | HK U23                            | 0                                 |               |                   |                                   | Eastern S. C.                     |                                   |  |  |              |              |              |  |
|  |                                   |                                   |                                   |               |                   |                                   |                                   |                                   |  |  |              |              |              |  |
|  |                                   |                                   | Kitchee SC                        |               |                   |                                   |                                   |                                   |  |  |              |              |              |  |
|  | Hong Kong Rangers                 | Hong Kong Rangers                 | 4                                 |               |                   |                                   |                                   |                                   |  |  |              |              |              |  |
|  | Hong Kong Rangers                 | Hong Kong Rangers                 | 4                                 |               |                   |                                   |                                   |                                   |  |  |              |              |              |  |
|  | Hong Kong F. C.                   | Hong Kong F. C.                   | 0                                 |               |                   |                                   |                                   |                                   |  |  |              |              |              |  |
|  | Hong Kong F. C.                   | Hong Kong F. C.                   | 0                                 |               | Hong Kong Rangers | Hong Kong Rangers                 | 0                                 |                                   |  |  |              |              |              |  |
|  |                                   |                                   |                                   |               | Hong Kong Rangers | Hong Kong Rangers                 | 0                                 |                                   |  |  |              |              |              |  |
|  |                                   |                                   | Kitchee SC                        | Kitchee SC    | 1                 |                                   |                                   |                                   |  |  |              |              |              |  |
|  | Kitchee SC                        | Kitchee SC                        | Kitchee SC                        | Kitchee SC    | 1                 | 2                                 |                                   |                                   |  |  |              |              |              |  |
|  | Kitchee SC                        | Kitchee SC                        |                                   |               |                   |                                   |                                   |                                   |  |  |              |              |              |  |
|  | Southern District FC              | Southern District FC              | 1                                 |               |                   |                                   |                                   |                                   |  |  |              |              |              |  |
|  | Southern District FC              | Southern District FC              | 1                                 |               |                   |                                   |                                   |                                   |  |  |              |              |              |  |
|  |                                   |                                   |                                   |               |                   |                                   |                                   |                                   |  |  |              |              |              |  |

### Cuartos de final
| Equipo 1          | Resultado | Equipo 2             |
| ----------------- | --------- | -------------------- |
| Taichung F. C.    | 0-1       | Lee Man FC           |
| Eastern S. C.     | 4-0       | HK U23               |
| Hong Kong Rangers | 4-0       | Hong Kong F. C.      |
| Kitchee SC        | 2-1       | Southern District FC |

### Semifinales
| Equipo 1        | Resultado | Equipo 2      |
| --------------- | --------- | ------------- |
| Lee Man FC      | 0-1       | Eastern S. C. |
| Hong Kong F. C. | 0-1       | Kitchee SC    |

### Final
| Equipo 1      | Resultado | Equipo 2   |
| ------------- | --------- | ---------- |
| Eastern S. C. | Cancelado | Kitchee SC |